# Los Angeles Lakers 1985-1986
La stagione 1985-86 dei Los Angeles Lakers fu la 37ª nella NBA per la franchigia.
I Los Angeles Lakers vinsero la Pacific Division della Western Conference con un record di 62-20. Nei play-off vinsero il primo turno con i San Antonio Spurs (3-0), la semifinale di conference con i Dallas Mavericks (4-2), perdendo poi la finale di conference con gli Houston Rockets (4-1).

## Roster
| N° | Naz.                   | Ruolo | Sportivo            | Anno | Alt. | Peso |
| -- | ---------------------- | ----- | ------------------- | ---- | ---- | ---- |
| 4  | Stati Uniti (bandiera) | G     | Byron Scott         | 1961 | 191  | 88   |
| 12 | Stati Uniti (bandiera) | G     | Ronnie Lester       | 1959 | 188  | 79   |
| 20 | Stati Uniti (bandiera) | AC    | Maurice Lucas       | 1952 | 206  | 98   |
| 21 | Stati Uniti (bandiera) | GA    | Michael Cooper      | 1956 | 196  | 77   |
| 23 | Stati Uniti (bandiera) | AC    | Jerome Henderson    | 1959 | 211  | 104  |
| 25 | Stati Uniti (bandiera) | AC    | Mitch Kupchak       | 1954 | 206  | 104  |
| 31 | Stati Uniti (bandiera) | A     | Kurt Rambis         | 1958 | 203  | 97   |
| 32 | Stati Uniti (bandiera) | GA    | Magic Johnson       | 1959 | 203  | 98   |
| 33 | Stati Uniti (bandiera) | C     | Kareem Abdul-Jabbar | 1947 | 218  | 102  |
| 34 | Islanda (bandiera)     | C     | Pétur Guðmundsson   | 1958 | 218  | 118  |
| 35 | Stati Uniti (bandiera) | G     | Larry Spriggs       | 1959 | 201  | 104  |
| 40 | Stati Uniti (bandiera) | GA    | Mike McGee          | 1959 | 196  | 86   |
| 42 | Stati Uniti (bandiera) | AC    | James Worthy        | 1961 | 206  | 102  |
| 43 | Stati Uniti (bandiera) | C     | Chuck Nevitt        | 1959 | 226  | 98   |
| 45 | Stati Uniti (bandiera) | AC    | A.C. Green          | 1963 | 206  | 100  |

## Staff tecnico
- Allenatore: Pat Riley
- Vice-allenatori: Bill Bertka, Randy Pfund
- Preparatore atletico: Gary Vitti